# البئر البرتغالي

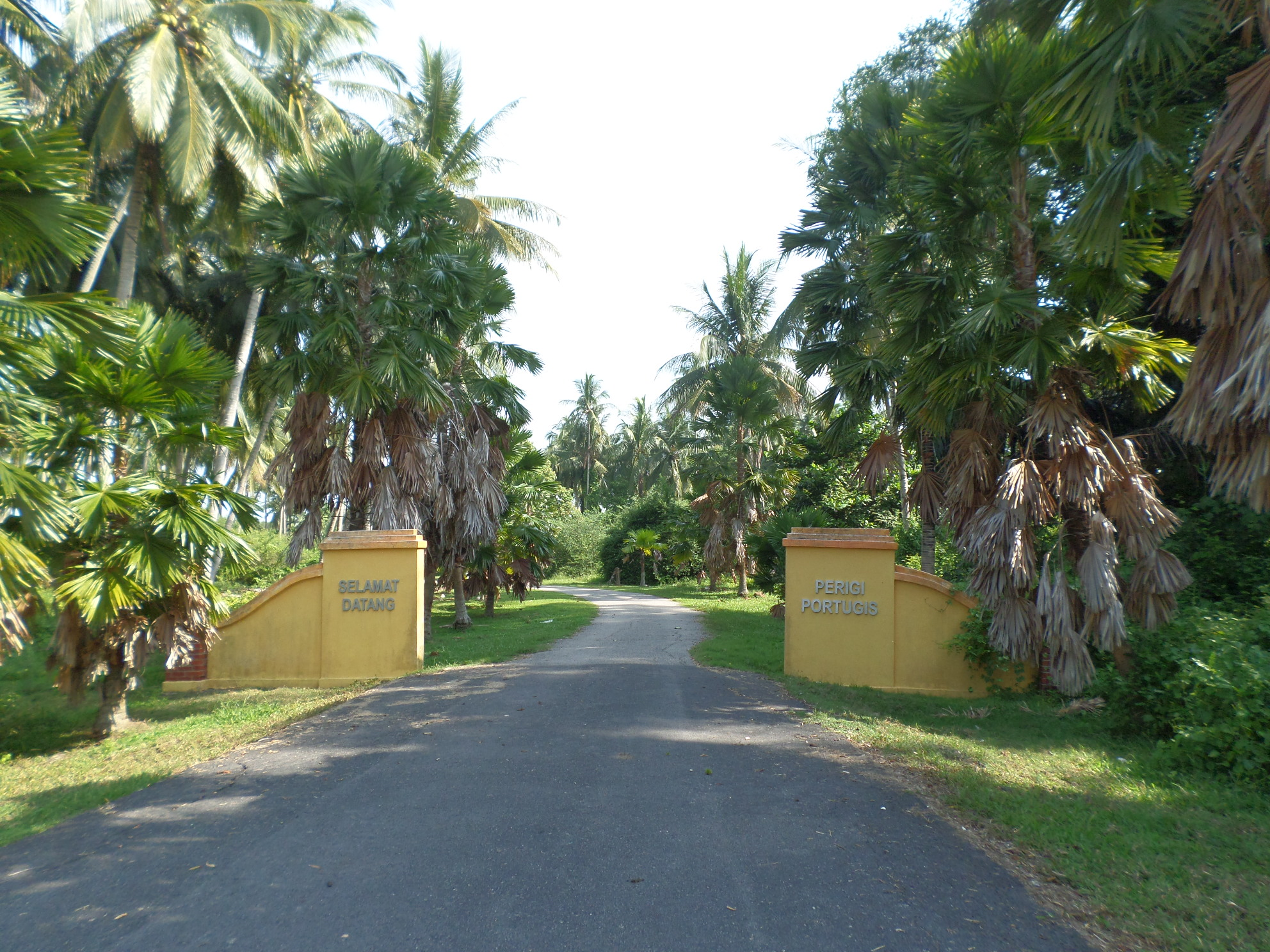
بوابة مدخل البئر البرتغالي

البئر البرتغالي (أو البئر البرتغالية) هو بئر ماء يوجد في قرية بينكالان ساماك، ميرليماو، مقاطعة جاسين، ملقا، ماليزيا. بُني باستخدام صخور اللاتيريت المستخرجة من الشواطئ. حفر البئرَ البرتغاليون أثناء حكمهم ملقا ليكون مصدراً للمياه للجنود عندما كانوا متمركزين في ملقا لحماية ميرليماو من الهجوم الذي جاء من موار.  